# (9396) Yamaneakisato
(9396) Yamaneakisato  es un asteroide perteneciente al cinturón de asteroides, descubierto el 17 de agosto de 1994 por Takao Kobayashi desde el Observatorio de Ōizumi, en Japón.

## Designación y nombre
Yamaneakisato se designó inicialmente como 1994 QT.
Más adelante fue nombrado por Akisato Yamane (n. 1949), ingeniero profesional, es también un astrónomo aficionado al que le intrigan los eclipses solares, ya que los observó en Indonesia en 1983 y en Rumania en 1999. Actualmente es miembro de la Asociación Astronómica de Tokio y la Sociedad de Astronomía Shimane.

## Características orbitales
Yamaneakisato orbita a una distancia media del Sol de 3,085 ua, pudiendo acercarse hasta 2,561 ua y alejarse hasta 3,609 ua. Tiene una excentricidad de 0,170 y una inclinación orbital de 1,901° grados. Emplea en completar una órbita alrededor del Sol 1979,11 días.
Los próximos acercamientos a la órbita de Júpiter ocurrirán el 5 de octubre de 2051, el 24 de agosto de 2061 y el 23 de enero de 2112.

## Características físicas
Su magnitud absoluta es 13,78. Tiene 11,159 km de diámetro. Su albedo se estima en 0,056.